# Edith Cowan University
Edith Cowan University (ECU) – australijska szkoła wyższa zlokalizowana w mieście Perth stolicy Australii Zachodniej. Uniwersytet został nazwany imieniem Edith Cowan, pierwszej kobiety, która weszła do Zgromadzenia Ustawodawczego Australii Zachodniej.
ECU jest drugą pod względem wielkości uczelnią Australii Zachodniej na której studiuje na nim 21 tysięcy studentów (w tym około 4 tysięcy pochodzi spoza Australii). Uniwersytet dysponuje dwoma kampusami w pobliżu Perth (Mount Lawley i Joondalup) oraz jednym w Bunbury (ok. 180 km na południe od Perth).
Początki uniwersytetu sięgają roku 1902, kiedy utworzono Kolegium Nauczycielskie (Claremont Teachers College).

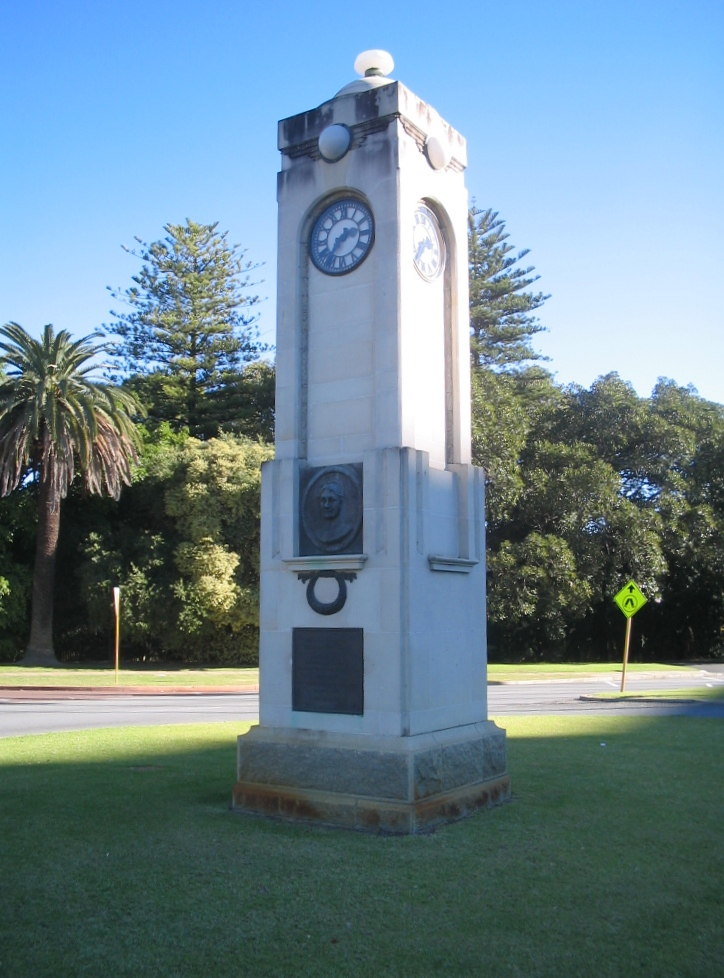
Postument poświęcony Edith Cowan